# Stenopogon zimini
Stenopogon zimini là một loài ruồi trong họ Asilidae. Stenopogon zimini được Lehr miêu tả năm 1963. Loài này phân bố ở vùng Cổ Bắc giới.